# 홍기표
홍기표(洪基杓, 1989년 7월 21일~)는 대한민국의 바둑 기사이다.

## 약력
권갑용 문하에서 바둑을 배웠으며 1999년 제1회 삼신생명배 유단자부와 2001년 제3회 이창호배 어린이최강부, 제32회 삼성카드배 어린이최강부에서 우승했다. 2004년 제100회 입단대회를 통해 프로 바둑에 입단했다. 2006년 제50기 국수전 본선과 2007년 제17기 비씨카드배 신인왕전과 제26회 KBS바둑왕전, 2008년 제14기 GS칼텍스배 본선에 각각 진출하였다. 그리고 2009년 제53기 국수전 본선과 제14회 삼성화재배 본선에 진출했으며 2010년 제53기 국수전에서 준우승을 차지했다. 2014년 6단을 거쳐 2015년 12월에 7단으로 승단했고 2017년 4월에 8단으로 승단했다. 2020년 9단으로 승단했다. 2020년 농심 신라면배 (한국,중국,일본의 최고대표기사들 5명씩선발승자가계속치루는 연승전,)에서 중국의 판팅위선수에게 10월13일 이겼다.